# Mossad
De Mossad, verkorte naam van het Hebreeuwse המוסד למודיעין ולתפקידים מיוחדים, Ha-Mossad le-Modiin ule-Tafkidim Meyuhadim (uitspraakⓘ), Instituut voor Informatie-inwinning en Speciale Taken, is een van de drie organisaties binnen de Israëlische geheime dienst, naast de Aman (de geheime dienst van het Israëlisch defensieleger IDF) en de binnenlandse veiligheidsdienst Sjabak, ook wel bekend als Sjien Beet. In 2018 telde de Mossad zo'n 7000 medewerkers verdeeld over acht afdelingen. Het hoofdkantoor is gevestigd ten noorden van Tel Aviv. De Mossad werd opgericht op 13 december 1949 door de toenmalige Israëlische premier David Ben-Gurion.
De Mossad dient niet verward te worden met de Mossad Le'Aliyah Bet, die van 1939 tot 1948 illegale immigraties naar Palestina organiseerde.

## Organisatie

### Bevoegdheden
De Mossad heeft als voornaamste taak voor de veiligheid van de staat te zorgen door het inwinnen van informatie die hiervoor van belang is en door zelf acties te ondernemen tegen terrorisme en andere bedreigingen voor de staat. Daarbij behoren ook ontvoeringen en liquidaties tot de mogelijkheden.
Een andere taak die de dienst heeft, is ervoor te zorgen dat vluchtelingen uit bepaalde landen die in Israël hun toevlucht willen zoeken hierbij worden geholpen. Een voorbeeld hiervan was een operatie waarbij de Mossad in Soedan een duikresort voor toeristen had opgezet, dat als dekmantel fungeerde om joden naar Israël te laten ontkomen.

### Directeuren
- Reuven Shiloah, 1949–1952
- Isser Harel, 1952–1963
- Meir Amit, 1963–1968
- Zvi Zamir, 1968–1973
- Yitzhak Hofi, 1973–1982
- Nahum Admoni, 1982–1989
- Shabtai Shavit, 1989–1996
- Danny Yatom, 1996–1998
- Efraim Halevy, 1998–2002
- Meir Dagan, 2002–2011
- Tamir Pardo, 2011–2016
- Yossi Cohen, 2016–2021
- David Barnea, 2021–heden

Premier Benjamin Netanyahu had geen gemakkelijke relatie met Meir Dagan en Tamir Pardo. Met directeur Yossi Cohen was de verhouding goed, critici vonden hem te weinig onafhankelijk. Zo trad Cohen op als persoonlijk gezant van de premier en werd onderzocht of hij giften aannam van de Australische miljardair James Packer, die ook betrokken zou zijn bij corruptie waar Netanyahu van werd beschuldigd (de zogeheten "Case 1000").
Volgens Al Jazeera zou Yossi Cohen in geheime ontmoetingen de openbare aanklager van het Internationaal Strafhof Fatou Bensouda geïntimideerd hebben om de eisen van Israël in te willigen, nadat Israël in 2021 was aangeklaagd voor oorlogsmisdaden in de bezette Palestijnse gebieden en er een onderzoek werd ingesteld. Deze beschuldigingen werden gedaan door Karim Khan, de opvolger van Bensouda. Khan kondigde aanhoudingsbevelen aan tegen onder anderen Netanyahu en Yoav Galant. Hij stelde dat zijn bureau "aanvaardbare redenen" had om te geloven dat zij "strafrechtelijke verantwoordelijkheid" dragen voor "oorlogsmisdaden en misdaden tegen de menselijkheid" en dat zijn team voldoende bewijs zou hebben gevonden om te bewijzen dat Israël opzettelijk en systematisch de burgerbevolking in alle delen van Gaza zou beroven van essentiële menselijke zaken om te overleven. Volgens Al Jazeera zouden vervolgens ook Khan en andere rechters van het ICC door de VS onder druk zijn gezet om van het onderzoek af te zien.

### Budget
Het totale budget voor de Israëlische geheime diensten (Mossad en Sjabak) bedroeg 10 miljard shekel in 2019 oftewel 2,73 miljard US dollar. De relatief sterke stijging ten opzichte van de 2,38 miljard voor 2018 kwam grotendeels ten goede aan de Mossad, die daarmee een inhaalslag maakte op de voorheen veel grotere Sjabak.
| Miljard US dollar: | 1,37 | 1,44 | 1,53 | 1,55 | 1,66 | 1,82 | 2,10 | 1,98 | 2,13 | 2,15 | 2,38 | 2,75 |

## Operaties
De Mossad heeft vele spraakmakende acties op zijn naam staan. Voorbeelden daarvan zijn:
- 1960: de arrestatie en ontvoering van Adolf Eichmann in Argentinië[4]
- 1962-1965: spion Eli Cohen in Syrië had een grote bijdrage aan het succes van de Zesdaagse oorlog[4]
- 1966: diefstal van een Iraakse MIG-21 straaljager[4]
- 1967-1968: bemachtigen van 200 ton Belgisch uranium uit Congo[4]
- 1973: de liquidatie van 3 leiders van Zwarte September op 10 april in Beiroet
- 1976: Operatie Entebbe, de succesvolle bliksemaanval van het Israëlische leger om de passagiers van een gekaapt vliegtuig te bevrijden op de luchthaven van Entebbe (Oeganda)
- 1981: het bombarderen van de Iraakse kernreactor Osirak (Operatie Babylon of Operatie Opera)
- 1986: het uit Rome naar Israël ontvoeren van de Israëlische Mordechai Vanunu, die - uit gewetensbezwaren - uit de school had geklapt over Israëls kernwapenprogramma, waarvan hij als medewerker kennis had kunnen nemen. Verleid door een Mossad-agente was hij met haar uit het Verenigd Koninkrijk naar Rome gereisd[5]
- 1997: mislukte liquidatie door vergiftiging van het hoofd van het politieke bureau van Hamas in Amman, Jordanië.[6][7]
- 2016: liquidatie van Mohammed Alzoari, een aan Hamas-gelieerde ingenieur en ontwerper van bewapende onderwaterdrones in de Tunesische stad Sfax.[8]
- 2018: liquidatie van Fadi al-Batsh, drone-expert van Hamas, in de Maleisische hoofdstad Kuala Lumpur.[8]
- 2021: sabotage van Iraanse uraniumverrijkingsinstallatie in Natanz[4]
- 2024: liquidatie van Hamas-leider Ismail Haniyeh[4]

Er wordt geschat dat de Mossad en de andere Israëlische geheime diensten sinds 1948 in totaal ca. 2700 operaties hebben uitgevoerd om vijanden te liquideren, waarvan ongeveer de helft succesvol waren. Na de reeks zelfmoordaanslagen door aanhangers van Hamas rond het jaar 2000, nam het aantal liquidatieoperaties vanuit Israël sterk toe. De Israëlische binnenlandse veiligheidsdienst Shin Bet begon om de organisatoren (ronselaars, smokkelaars en bommenmakers) achter de aanslagen te liquideren, wat in 2004 tot een onofficieel staakt-het-vuren met Hamas leidde. Het aantal liquidaties nam sindsdien telkens toe als er een gewelddadige confrontatie met Hamas ontstond.

### Fouten bij operaties
Er zijn echter ook fouten door de Mossad gemaakt, zoals het doden van een onschuldige Arabische ober op 21 juli 1973 in Lillehammer. De man werd verward met Ali Hassan Salameh, een van de leiders van de Zwarte September. Deze moord werd later bekend onder de naam Lillehammer-affaire. Er worden echter ook serieuze vraagtekens geplaatst bij het zogenaamde blunderkarakter van de aanslag.
In 2010 werd Mahmoud al-Mabhouh van Hamas door middel van een injectie met gif vermoord in een hotel in Dubai, wat opzienbarend was aangezien de vluchtende daders door beveiligingscamera's werden vastgelegd. Sindsdien zou de Mossad veel moeite steken in het ontwijken van cameratoezicht. De politie van Dubai toonde later de valse paspoorten die de daders hadden gebruikt, wat niet alleen ontluisterend was voor de landen waarvan die paspoorten afkomstig waren, maar waardoor waarschijnlijk ook de identiteit van de betrokken Mossad-agenten onthuld werd.

### Nieuwe methodes
Directeur Tamir Pardo (2011–2016) stond bekend als erg terughoudend als het ging om het uitvoeren van buitenlandse operaties. Daar kwam verandering in met het aantreden van de volgende directeur Yossi Cohen in januari 2016. Onder zijn leiding werd de dienst wat avontuurlijker en werden, met gebruikmaking van nieuwe methodes, weer meer operaties uitgevoerd. Vanwege moderne biometrische identificatiemethodes en het toenemend aantal beveiligingscamera's worden bijvoorbeeld steeds vaker (onwetende) lokale agenten ingezet, zodat medewerkers van de Mossad zelf buiten beeld blijven.

## Bekend geworden Mossad-agenten
Victor Ostrovsky, Canadees, publiceerde in 1990 zijn boek "By way of deception", waarin hij zijn diensttijd beschrijft. De Israëlische overheid probeerde publicatie te voorkomen. Dit lukte niet, waarop zij Ostrovsky beschuldigde van leugens en halve waarheden. Na de Bijlmerramp (1992) verklaarde Ostrovsky najaar 1994 dat de cockpitvoicerecorder (van het toen neergestorte El Al-toestel) door agenten van de Mossad uit de puinhopen in de Bijlmer was gestolen. Later zei hij in NOVA ook dat El Al-vliegtuigen vaker zonder cockpitvoicerecorder vliegen zodat de dienst geheime koerswijzigingen kan doorgeven. Volgens de Israëlische ambassade in Den Haag waren deze uitspraken met elkaar in tegenspraak. In zijn boek wijdt Ostrovsky ook 13 pagina's aan Yehuda Gil *1934, de Zoon van een Italiaanse officier, opgegroeid in Libië. Bij de Mossad zag men Gil als de perfecte spion. Hij leerde leerling-agenten de "kunst van het liegen". Hij had vooral een netwerk van contacten in Syrië. Ostrovsky omschrijft hem als een "legendarische katsa" (iemand die spionage-operaties op touw zet), die geld als belangrijker lokmiddel beschouwt dan seks. Nadat hij in 1989 met pensioen was gegaan bleef de Mossad van zijn diensten gebruikmaken. Maar hij ging zaken verzinnen en maakte veel geld dat voor operaties bestemd was op aan persoonlijke zaken. Ook was/werd hij lid van de rechts-extremistische Moledet-partij. Toen Syrië zomer 1996 troepen verplaatste ten noorden van de Golan hoogvlakte liet Gil aan zijn superieuren weten dat het op oorlog uit was. Maar deze hadden hem laten schaduwen en vertrouwden hem niet meer. Hij kwam, verdedigd door voormalig Mossad-agent advocaat Yigal Shapira, voor de rechter beschuldigd van "ernstige fraude, diefstal en spionage".

## Documentaire
- Inside the Mossad; makers: Duki Dror, Yossi Melman en Chen Shelach; 2017. Voormalige agenten van deze geheime dienst doen onthullingen over hun operaties.